# Kristian Bach Bak
Kristian Bach Bak známý i jako Kristian Bach Bak Nielsen (* 20. října 1982, Aaskov, Dánsko) je dánský fotbalový obránce, který hraje od roku 2012 v dánském klubu FC Midtjylland.

## Klubová kariéra
Bak začínal svou profesionální kariéru v dánském klubu FC Midtjylland. V červnu 2010 přestoupil do nizozemského klubu SC Heerenveen, s nímž vyhrál v sezóně 2008/09 nizozemský fotbalový pohár (KNVB beker).

V létě 2010 se vrátil do FC Midtjylland.

## Reprezentační kariéra
Bak odehrál jeden kvalifikační zápas za dánskou reprezentaci do 21 let, bylo to 10. října 2003 proti Bosně a Hercegovině (výhra 3:0).

V letech 2006–2007 odehrál 6 zápasů za dánský ligový výběr.